# 羽根木
羽根木（日语：／ Hanegi */?）是東京都世田谷區的町名。現行行政地名為羽根木一丁目與羽根木二丁目。已實施住居表示。郵遞區號為156-0042。

## 地理
位於東京都世田谷區東北部，鄰接松原、大原、代田。同名的羽根木公園位於世田谷區代田。町的東邊有環七通（東京都道318號環狀七號線），南邊有京王井之頭線通過。北邊鄰接水道局和田堀給水所。

## 歷史
原為舊世田谷村飛地，後與周邊的代田、松原等村合併，經歷區劃重整後確立現在的町域。

### 地名由來
舊荏原郡世田谷村字羽根木。羽根木的由來眾說紛紜。

## 交通
町內沒有鐵路車站，可利用京王井之頭線新代田站與東松原站。北部最近的車站是京王線代田橋站。

## 備註
1. ↑  平成25年（2013年）の世田谷区の町丁別人口と世帯数 - 世田谷区